# Berufsverband Kinematografie
Der BVK – Berufsverband Kinematografie e. V., bis 2012 Bundesverband Kamera e. V. mit Sitz der Geschäftsstelle in München ist eine berufsständische Interessenvertretung, in der bildgestaltende Kameraleute (Directors of Photography, Cinematographer, Kinematografen), Kameraoperateure, Erste und Zweite Kameraassistenz, Lichtbestimmer / Coloristen, DITs (Digital Imaging Technicians), Standfotografen und weitere Mitarbeiter im Bereich Kinematografie bzw. in der Postproduktion von kinematografischen Werken organisiert sind.

## Geschichte
Der BVK sieht sich in der Tradition des am 28. November 1925 in Berlin gegründeten ersten deutschen Kameraverbands[1], des Klub der Kameraleute Deutschlands e. V. (KdKD), der sich 1927 in Verband der Kameraleute Deutschlands (VdKD) umbenannte und 1933 zwangsweise aufgelöst und in eine Unterorganisation der Reichsfilmkammer überführt wurde.
Am 5. Januar 1950 wurde in der jungen Bundesrepublik in den Bavaria Filmstudios erneut ein Berufsverband der Kameraleute unter dem Namen Club Deutscher Kameraleute e. V. (CDK) gegründet [2]. Ab 1957 wird der Verband in Club Deutscher Kameramänner e. V. umbenannt. Mit mehr oder weniger starken Verbandsaktivitäten während der Aufbauphase des Fernsehens bleibt der Verband bis 1981 bestehen und wird am 5. Januar von jungen Kameraleuten wiederbelebt und in Berufsverband der Kameramänner (BVK) umbenannt [3]. Seit 2012 heißt der BVK Berufsverband Kinematografie. Im Jahr 2025 feiert man 100-jähriges Jubiläum des ersten Kameraverbandes und das 75-jährige Jubiläum des BVK.
Heute hat der BVK über 500 persönliche Mitglieder. Ihm gehören auch Unternehmen der Film- und Fernsehindustrie als Fördermitglieder an.

## Bekannte Mitglieder
Mitglieder im KdKD waren Karl Freund, Heinrich Gärtner, Carl Hoffmann, Rudolph Mathé, Fritz Arno Wagner, Theodor Sparkuhl, Franz Planer, Willy Hameister, Reimar Kuntze. Mitglieder im CDK waren Bruno Mondi, Ernst Wilhelm Kalinke, Werner van Appeldorn, Franz Weihmayr, Richard Angst, Franz Koch, Günther Anders.
Mitglieder im BVK waren bzw. sind Michael Ballhaus, Dietrich Lohmann, Robby Müller, Karl Walter Lindenlaub, Wolfgang Treu, Franz Rath, Jost Vacano, Gernot Roll, Andreas Höfer, Judith Kaufmann, Benedikt Neuenfels, Daniela Knapp, Markus Förderer, Jürgen Jürges.

## Ziele und Aufgaben
Ziele und Aufgaben sind der Fachdialog, Sicherung von Arbeitsbedingungen, die eine künstlerisch-schöpferische Arbeit gewährleisten, Weiterentwicklung der Berufsbilder, Mitarbeit bei der Gesetzgebung im Medienbereich, berufsspezifische Beratung der Mitglieder, Umsetzung des Urheberrechts im Bereich Bildgestaltung/Kinematografie, Vertretung in Fachgremien und der Abschluss von Kollektivverträgen (als GVR – Gemeinsame Vergütungsregeln oder als Tarifverträge). Der Verband veranstaltet neben seinen Jahrestagungen monatliche regionale Treffen in den wichtigsten Filmstandorten Deutschlands und publiziert über seine 100-%-Tochter bvkmedien GmbH ein Jahrbuch (CameraGuide, 40. Auflage 2023), in dem die aktiven Mitglieder (meist mit Vita und Kontaktdaten) aufgelistet sind.

## Aktivitäten und Mitgliedschaften
Der Berufsverband Kinematografie ist neben der Phillips-Universität Marburg u. a. Mitveranstalter der seit 1997 stattfindenden Marburger Kameragespräche (mit dem Marburger Kamerapreis seit dem Jahr 2001). Er war Gründungsmitglied der IMAGO (Dachverband der europäischen Kinematografen-Verbände), ist Mitglied im Paul Klinger Künstlersozialwerk und vertreten im Verwaltungsrat der Verwertungsgesellschaft VG Bild-Kunst. Der BVK ist alleiniger Gesellschafter der bvkmedien GmbH mit Sitz in Drochtersen bei Hamburg.